# Triaca musicale
L'insieme vocale TriacaMusicale dal 1995 svolge attività concertistica e di ricerca nella musica antica rivolgendo particolare attenzione a nuovi repertori ed autori ancora poco conosciuti del Rinascimento e del Barocco europeo.

## Il gruppo
I suoi componenti, avvalendosi di diverse esperienze e competenze musicali, si impegnano in attività di studio e di ricerca riferendosi, per la prassi esecutiva, alla trattatistica del periodo storico prescelto, alla lettura dei manoscritti e delle edizioni a stampa originali. 
Da questo primo taglio culturale TriacaMusicale si è rivolto successivamente verso espressioni musicali di musica tradizionale e pop con arrangiamenti e rielaborazioni vocali di autori moderni e contemporanei. 
Nell'attività concertistica vocale e strumentale si avvale della collaborazione con il Quintetto di Ottoni Brass Express , formato da strumentisti dell'Orchestra Sinfonica Nazionale della RAI di Torino con cui TriacaMusicale ha realizzato nel 2002 il CD "Gaudete!" che celebra la tradizione del Natale dei diversi Paesi Europei. 

## Attività
Dalla collaborazione con la compagnia stabile A.R.S. Teatrando di Biella ha realizzato spettacoli strutturati come vere e proprie azioni teatrali di cui fanno parte attori e musicisti. 
Oltre all'attività concertistica, il quintetto vocale TriacaMusicale ha avuto riconoscimenti sia a livello Nazionale che Internazionale partecipando a numerose Rassegne, Corsi e Concorsi di alto prestigio tra cui, nell'agosto 1999, a Innsbruck, il corso di canto e interpretazione a cura di Jessica Cash nell'ambito del XXVIII Internationale Sommerakademie fur Alte Musik; nel settembre 1999, a Coccaglio-Brescia, il Corso di esecuzione madrigalistica in occasione del IV centenario della morte di Luca Marenzio (1553-1599) tenuto dal Consort of Music di Londra , con A. Rooley, E. Tubb ed A. King; nel 2001, in seguito all'attività artistica e di ricerca sul repertorio dei secoli XV e XVI con il maestro Diego Fratelli, docente di Teoria Rinascimentale e Contrappunto presso l'Istituto di Musica Antica dell'Accademia Internazionale della Musica di Milano, ha ottenuto il terzo premio partecipando al 40º Concorso Internazionale di Canto Corale " G.Seghizzi " di Gorizia, aggiudicandosi inoltre il "Premio Speciale" per maggior punteggio assoluto tra i gruppi italiani partecipanti; nell'estate 2003 ha seguito una Masterclass a cura del gruppo vocale King's Singers presso la Musikhochschule di Lubecca (Germania) partecipando al concerto finale nell'ambito dello Schleswig - Holstein Musik Festival; nello stesso anno il gruppo ha partecipato alla Rassegna Internazionale di Canto Corale di Mel (Belluno) nell'aprile 2004 ha ottenuto il diploma con menzione «Très bien » al 40º Montreux Choral Festival partecipando inoltre alla serata di gala presso l'Auditorium Stravinski di Montreux. 
Nel novembre 2005, su commissione della Regione Piemonte, ha realizzato la registrazione di due brani inerenti al Sacro Monte di Varallo, di cui uno del compositore valsesiano Carlo Fassò, da inserire nel CD antologico di brani sui " Sacri Monti del Piemonte e della Lombardia ", distribuito dai Sacri Monti stessi e pubblicato inoltre sul sito Unesco. 
È in fase di registrazione discografica l'opera omnia polifonica del compositore boemo Kristof Harant (Boemia 1564 - Praga 1621) : la Messa parodia su madrigale di Luca Marenzio "Missa quinis vocibus super Dolorosi martir", un Mottetto su testo tedesco "Maria Kron" e un Mottetto su testo latino "Qui confidunt in Domino".

## Discografia
- 2002 Gaudete! - Triacamusicale & Brass Express
- 2007 Kristof Harant - Opera Omnia